# جان بيار روث
جان بيار روث هو اقتصادي سويسري، ولد في 28 أبريل 1946 في Saxon, Switzerland ‏ في سويسرا.

## وصلات خارجية
- جان بيار روث على موقع مونزينجر (الألمانية)